# Santosse
Santosse település Franciaországban, Côte-d’Or megyében. Lakosainak száma 60 fő (2022. január 1.). Santosse La Rochepot, Aubigny-la-Ronce, Baubigny, Molinot, Cormot-Vauchignon és Val-Mont községekkel határos.

## Népesség
A település népessége az elmúlt években az alábbi módon változott:
| Lakosok száma | 69   | 39   | 42   | 46   | 52   | 55   | 51   | 55   | 57   | 60   |
|               | 1968 | 1982 | 1990 | 2006 | 2013 | 2015 | 2017 | 2019 | 2020 | 2022 |